# Белградский зоопарк
Белградский зоологический парк (серб. Београдски зоолошки врт) — городской зоопарк Белграда, расположенный в центре города, у северо-восточной стены крепости Калемегдан, на территории, которая известна как Малый Калемегдан.

## История
Белградский зоопарк основан в 1936 году градоначальником Белграда Влада Илич. Торжественное открытие состоялось в день святых Петра и Павла — 12 июля. Сразу же после открытия зоопарк стал одним из любимых мест белградцев. Много раз здесь были и члены королевской семьи Карагеоргиевичей.
Когда был открыт зоопарк, то его площадь была немного больше трёх гектаров. Очень быстро он был расширен до 7 гектаров, а затем, в результате присоединения части Нижнего града Калемегдана, увеличена до более чем 14 гектаров.
Во время Второй мировой войны зоопарк, как и весь Белград, дважды подвергся бомбардировкам: вначале в 1941 году — немецкой авиацией, а затем в 1944 году — войсками союзников. Во время бомбардировок было уничтожено большое число животных, многие животные бежали из разрушенных клеток и представляли угрозу для жителей окрестных домов, поэтому во избежание жертв среди людей, они были убиты.
После Второй мировой войны территория зоопарка была сокращена до современных размеров (7 гектаров).

## Директора зоопарка
| Директор           | Сроки исполнения полномочий | Сроки исполнения полномочий | Деятельность                                                                                       |
| ------------------ | --------------------------- | --------------------------- | -------------------------------------------------------------------------------------------------- |
| Александар Крстич  | 1936                        | 1941                        | |
| Миодраг Савкович   |                             | 1944                        | |
| Анте Тадич         |                             |                             | |
| Милорад Лазаревич  |                             |                             | |
| Милорад Меденица   |                             |                             | |
| Радивойе Тричкович |                             | 1986                        | |
| Вук Бойович        | 1 мая 1986                  | ныне                        | построены новые вольеры, главный вход в зоопарк и другие объекты. Зоопарк приобрёл современный вид |

## Животные

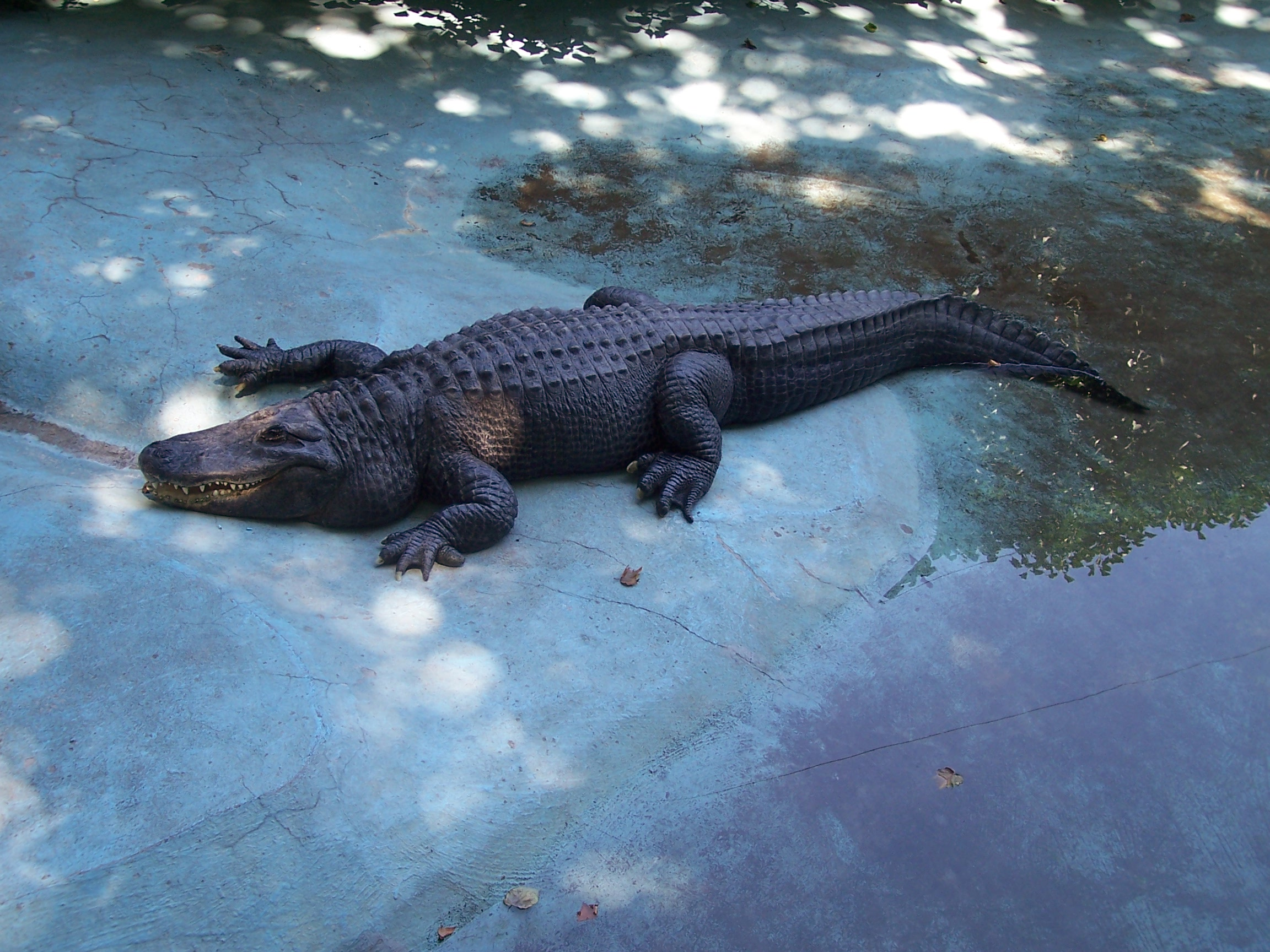
Аллигатор Муя — обитатель Белградского зоопарка с 1937 года, самый старый из ныне живущих аллигаторов в мире

В зоопарке сейчас живёт около 270 видов животных, в том числе млекопитающие, птицы и рептилии.
Одним из самых известных обитателей зоопарка является аллигатор Муя, который живёт здесь с 1937 года и считается самым старым живым аллигатором в мире.